# Exeter, Kalifornien
Exeter är en stad (city) i Tulare County, i delstaten Kalifornien, USA. Enligt United States Census Bureau har staden en folkmängd på 10 499 invånare (2011) och en landarea på 6,4 km².